# Joaquín Castro

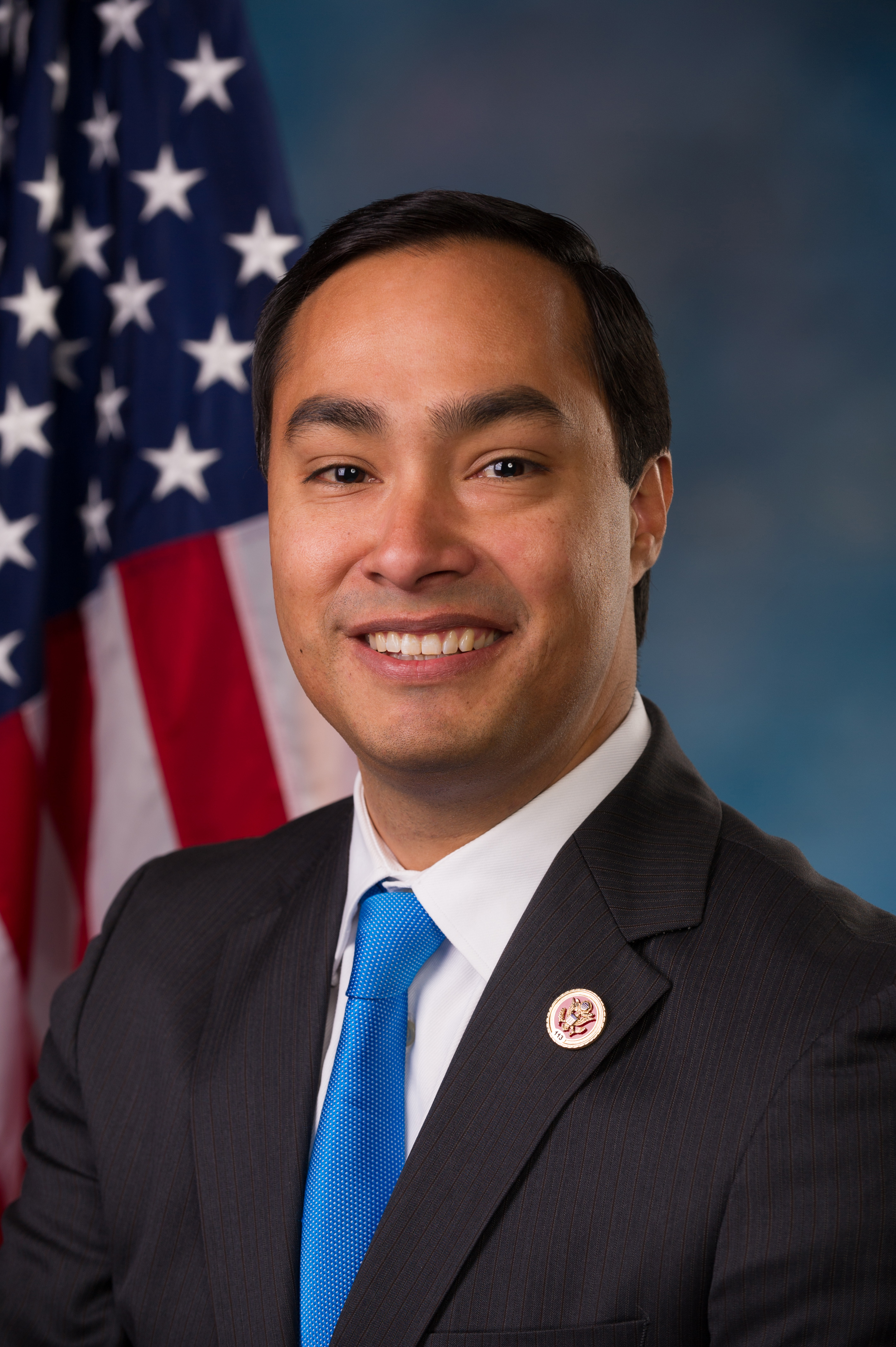
Joaquín Castro (2012)

Joaquín Castro (* 16. September 1974 in San Antonio, Texas) ist ein US-amerikanischer Politiker der Demokratischen Partei. Seit Januar 2013 ist er Abgeordneter im Repräsentantenhaus der Vereinigten Staaten, wo er den 20. Distrikt des Bundesstaates Texas vertritt.

## Biografie
Joaquín Castro ist der Sohn von Jesse Guzman und Rosie Castro, die sich 1983 trennten. Zusammen mit seinem Zwillingsbruder Julian wuchs er unter finanziell schwierigen Bedingungen bei ihr und der Großmutter Victoria auf, die als Waise mit Volksschulbildung aus Mexiko in die Vereinigten Staaten eingewandert war und in San Antonio als Hausmädchen, Köchin und Babysitterin gearbeitet hatte. Er besuchte die Thomas Jefferson High School. Sein Studium an der Stanford University schloss er mit dem Bachelor of Arts in Politik- und Kommunikationswissenschaft ab, anschließend beendete er das Studium der Rechtswissenschaft mit dem Juris Doctor an der Harvard Law School.
Neben seiner Tätigkeit im Repräsentantenhaus von Texas war er auch als Rechtsanwalt in San Antonio tätig. Außerdem ist er Gastprofessor für Rechtswissenschaften an der St. Mary’s University und an der Trinity University in San Antonio.
Er ist seit 2013 mit Anna Flores verheiratet, die für ein High-Tech-Unternehmen in San Antonio arbeitet. Sie haben eine Tochter.

## Öffentliches Leben
Castros Interesse an politischer Arbeit und Arbeit für die Gemeinschaft wurde bereits sehr früh geweckt, da sich seine Eltern politisch engagierten. Sein Vater war in den 1970er Jahren ein Gemeinde-Aktivist und pensionierter Mathematiklehrer und seine Mutter eine politische Aktivistin, die in den 1960er und 1970er Jahren als Aktivistin eine wichtige Rolle in der Bürgerrechtsbewegung für Latinos (Chicano-Bewegung) gespielt hat und dabei zweimal wegen zivilen Ungehorsams inhaftiert wurde. Beide Zwillingsbrüder beschlossen in der Studienzeit gemeinsam, in die Politik zu gehen, und planen seither ihre Karrierewege gemeinsam. Sie vertreten eher zentristische Positionen und haben laut Beobachtern einen pragmatischen, vorsichtigen Politikstil. Sein Bruder Julian war im Kabinett Obama Wohnungsbauminister der USA. Beim Parteitag der Demokraten 2012 führte Joaquín Castro seinen Bruder ein, der als damaliger Bürgermeister von San Antonio die Keynote hielt.

### Repräsentantenhaus von Texas
Castro wurde 2002, im Alter von 28 Jahren, in das Repräsentantenhaus von Texas gewählt und diente dort für fünf Amtszeiten bis 2012. Er war stellvertretender Vorsitzender im Ausschuss für höhere Bildung. Er arbeitete in den Bereichen öffentliche Bildung, Gesundheit und im Jugendgerichtssystem. Er verfasste und arbeitete unter anderem an der Gesetzgebung zur Entwicklung des Arbeitskräftepotenzials, Sicherheit auf Autobahnen und Bildungsprogrammen, die zum Ziel hatten Teenager-Schwangerschaften zu reduzieren, mit.

### U.S Repräsentantenhaus
Castro gab im Juni 2011 bekannt, sich um einen Sitz im Kongress zu bewerben. Zuerst plante er, für den neuen 35.  Kongresswahlbezirk von Texas zu kandidieren. Nachdem aber am 28. November 2011 der Abgeordnete des 20. Bezirks, Charlie Gonzalez, seinen Rücktritt angekündigt hatte, beschloss Castro für diesen Kongresswahlbezirk anzutreten, der hauptsächlich die Innenstadt von San Antonio umfasst. Im Wahlbezirk sind etwa 64 Prozent Latinos, etwa 55 Prozent der Wähler sind als Demokraten registriert (Daten 2012). Im November 2012 gewann Castro die Wahl gegen den Republikaner David Rosa mit 64 zu 33 Prozent der Stimmen und trat sein Mandat in Washington, D.C. am 3. Januar 2013 an. Nach längerer Überlegung und trotz günstiger Wahlumfragen lehnte es Castro im Mai 2017 ab, den US-Senator Ted Cruz bei der Wahl 2018 herauszufordern. Nach bisher vier Wiederwahlen in den Jahren 2014 bis 2020 kann er sein Amt bis heute ausüben. Seine aktuelle Legislaturperiode läuft bis zum 3. Januar 2021.
Seit Beginn seines Kongressmandats ist Joaquín Castro häufig in politischen Fernsehsendungen aufgetreten und galt dort als ein wichtiger Sprecher Präsident Obamas in Einwanderungs- und Wirtschaftsfragen. Er arbeitet an einer Verbreiterung der Parteibasis der Demokraten im traditionell republikanisch geprägten Texas, das wegen der veränderten demographischen Zusammensetzung als möglicher zukünftiger blauer Staat gilt.
Castro ist Mitglied im Vorstand mehrerer Non-Profit-Organisationen und Einrichtungen für höhere Bildung, zum Beispiel „Achieving the Dream“, „The National College Advising Corps“, „St. Phillip’s College President’s Advisory Board“, „St. Mary’s University Mission“ und in der „NALEO Taskforce on Education“.
Die Primary (Vorwahl) seiner Partei am 9. August 2022 konnte er ohne Gegenkandidaten gewinnen. Er trat damit am 8. November 2022 gegen Kyle Sinclair von der Republikanischen Partei an. Da er diese Wahl mit 68,4 % gewann war er im Repräsentantenhaus des 118. Kongresses vertreten. Bei den Wahlen 2024 hatte Castro im 20. Kongresswahlbezirk weder bei der Vorwahl noch bei der Hauptwahl Herausforderer. Seine aktuelle Legislaturperiode im Repräsentantenhaus des 119. Kongresses läuft noch bis zum 3. Januar 2027.

#### Ausschüsse
Er ist aktuell Mitglied in folgenden Ausschüssen des Repräsentantenhauses:
- Committee on Education and Labor
  - Higher Education and Workforce Investment
- Committee on Foreign Affairs
  - International Development, International Organizations, and Global Corporate Social Impact (Vorsitz)
  - Western Hemisphere, Civilian Security, Migration, and International Economic Policy
- Permanent Select Committee on Intelligence
  - Counterterrorism, Counterintelligence, and Counterproliferation
  - Strategic Technologies and Advanced Research